# Heuchera reglensis
Heuchera reglensis är en stenbräckeväxtart som beskrevs av Per Axel Rydberg. Heuchera reglensis ingår i släktet alunrötter, och familjen stenbräckeväxter. Inga underarter finns listade i Catalogue of Life.